# Parkerthraustes humeralis
Parkerthraustes humeralis là một loài chim trong họ Thraupidae.